# دهستان چهاردولی شرقی
دهستان چهاردولی شرقی نام دهستانی در بخش بخش چهاردولی شهرستان قروه، استان کردستان در ایران است. مرکز این دهستان روستای وینسار در میانه جاده همدان به قروه است. براساس سرشماری مرکز آمار ایران در سال ۱۳۹۵، جمعیت آن ۶۵۶۲ نفر (۱۹۹۸ خانوار) بوده است.

## روستاها
گنداب علیا، گنداب سفلی، داش بلاغ، آقبلاغ، سولچه، سلطان آباد، آب باریک، دوسر،
زنگ آباد، نارنجک، داش کسن، نی بند، قوجاق، جداقیه، باباشیداله.